# Kosmos 557
Kosmos 557 (en ruso: Космос 557 significa Cosmos 557) fue la designación dada a DOS-3, la tercera estación espacial del programa Salyut. Originalmente estaba destinado a ser lanzado como Salyut-3, pero debido a que no logró alcanzar la órbita el 11 de mayo de 1973, tres días antes del lanzamiento del Skylab, se le cambió el nombre a Kosmos-557.
Debido a errores en el sistema de control de vuelo mientras estaba fuera del rango de control de tierra, la estación encendió su propulsor de actitud hasta que consumió todo su combustible de control de actitud y se volvió incontrolable antes de elevar su órbita a la altitud deseada. Dado que la nave espacial ya estaba en órbita y había sido registrada por el radar occidental, los soviéticos disfrazaron el lanzamiento como "Kosmos 557" y silenciosamente permitieron que volviera a entrar en la atmósfera de la Tierra y se quemara una semana después. Se reveló que había sido una estación del programa Salyut solo mucho más tarde.